# Сан Ђулијано Миланезе
Сан Ђулијано Миланезе (итал. San Giuliano Milanese) је насеље у Италији у округу Милано, региону Ломбардија.
Према процени из 2011. у насељу је живело 31050 становника. Насеље се налази на надморској висини од 99 м.

## Становништво
Према резултатима пописа становништва 2011. у општини је живело 35.971 становника.
| 1931. | 1936. | 1951. | 1961.  | 1971.  | 1981.  | 1991.  | 2001.  | 2011.  |
| ----- | ----- | ----- | ------ | ------ | ------ | ------ | ------ | ------ |
| 5.888 | 6.421 | 8.205 | 14.999 | 26.737 | 30.163 | 33.106 | 31.295 | 35.971 |

## Партнерски градови
- Биси Сен Жорж
- Гравина ин Пуља